# Maria Irena Sowicka
Maria Irena Sowicka z domu Krężlewicz (ur. 12 września 1915 w Krakowie, zm. 20 lutego 2003 w Warszawie) – twórczyni warszawskiego Teatr Lalki i Aktora „Guliwer”, reżyserka i artystka malarka. 

## Życiorys
Wczesne dzieciństwo spędziła w Austrii; w 1921 roku wraz z rodzicami i młodszym rodzeństwem zamieszkała w Warszawie. Po maturze w Seminarium Nauczycielskim Sióstr Zmartwychwstanek w 1933 r., Irena Sowicka przez dwa lata pracowała tam, nauczając rysunków; uczyła też w „Szkole Orląt” (Prywatnej Koedukacyjnej Szkole Powszechnej). Działała w harcerstwie oraz była wychowawczynią na koloniach dla dzieci z ubogich rodzin, organizowanych przez Stołeczny Komitet Pomocy Dzieciom i Młodzieży.  W latach 1934–1936 studiowała wieczorowo malarstwo i rysunek w Miejskiej Szkole Sztuk Zdobniczych i Malarstwa, aby następnie zacząć studia w pracowni malarskiej Mieczysława Kotarbińskiego oraz pracowni architektury wnętrz prof. W. Jastrzębowskiego w warszawskiej Akademii Sztuk Pięknych. Dorabiała równocześnie ucząc w Prywatnej Szkole Powszechnej Wandy Zalewskiej (1938-1939). 
Studia przerwał wybuch wojny, jednak w latach 1941-1944 kontynuowała naukę w Konserwatorium Warszawskim na wydziale pedagogicznym i w klasie wokalnej. Uczyła na kompletach, prowadząc kursy rysunku i malarstwa. Po powstaniu warszawskim i ucieczce z transportu z obozu w Pruszkowie przez pewien czas mieszkała w Krakowie i Zakopanem. Do Warszawy powróciła w kwietniu 1945 r. i podjęła pracę malarki w Biurze Odbudowy Stolicy i zajęła się organizowaniem teatru lalek.

## Teatr lalek
Początki zainteresowania Sowickiej teatrem lalek sięgają roku 1935, kiedy po okresie stażu w teatrze lalek RTPD „Baj”, prowadząc zajęcia świetlicowe organizowała teatrzyk lalek, a sztuka „Szewc Dratewka” w jej reżyserii i z jej scenografią wyróżniona została nagrodą na konkursie teatrów szkolnych w 1938 roku. Do następnej sztuki dekoracje projektował jej kolega z ASP oraz student PIST, Tadeusz Sowicki (od 1947 roku mąż Ireny), a ich współpraca artystyczna, po powrocie Sowickiego z wojny w 1946 roku, trwać miała przez cały okres jej pracy w teatrze. 
W latach 1937–39 Irena Sowicka współpracowała jako malarka i aktorka z teatrem „Cricot” Józefa Jaremy w Warszawie, gdzie poznała awangardowych artystów z grupy „a.r.” z W. Strzemińskim i H. Stażewskim na czele, co nie zostało bez wpływu na jej malarstwo i twórczość scenograficzną. Od 1942 roku pracowała nad repertuarem, lalkami i scenografią przyszłego teatru lalek, dobierając i szkoląc jednocześnie pięcioosobowy zespół lalkarski. 

### „Guliwer”
Już wiosną 1945 roku planowano Teatr Plastyków przy ZPAP, którego Sowicka było członkiem, ale z braku funduszów oraz lokalu dopiero w marcu 1946 r. teatr pod nazwą Teatr Lalki i Aktora „Start” otrzymał tymczasowy lokal i subwencje miejskie. Premiera „Szewca Dratewki” w kwietniu 1946 r. zapoczątkowała działalność teatru, który po następnej premierze („Gęgorek” w jej reżyserii, kwiecień 1947 r.) w nowym lokalu przy ul. Królewskiej zmienił nazwę na Teatr Lalki i Aktora „Guliwer”. Sztuka spotkała się z uznaniem krytyków i publiczności, ale wizytówką teatru stało się przedstawienie „Guliwer w krainie Liliputów”. 
Premiery kolejnych sztuk przyniosły “Guliwerowi" rozgłos, a także nagrody państwowe i nagrody indywidualne dla ich twórców (w 1950 r. za widowisko „12 miesięcy”). Sowicką zaliczono do trójki pierwszych reżyserów-artystów w historii polskiego teatru lalek, obok Władysława Jaremy („Groteska”) i Janiny Kilian-Stanisławskiej („Niebieskie Migdały”/„Lalka”)[]. 
Sowicka, jako reżyserka, tworzyła przedstawienia z ogromną pieczołowitością, zarówno animacja, choreografia, jak i tło muzyczne były dopracowane w najmniejszym szczególe. Reżyserka, wykorzystując różnego rodzaju lalki, wiele pracy wkładała w warsztat aktorów-poruszaczy, natomiast scenografie (Tadeusza Sowickiego) tworzyły sugestywne, plastyczne wizje baśniowego świata, który porywał zarówno dzieci, jak i dorosłych. 
Sukcesem pierwszego okresu „Guliwera” będą również sztuki „Korsarze” oraz „Trzy pomarańcze” (1950) w jej reżyserii i inscenizacji.
Sowicka angażowała się również w dyskusję o kształcie i miejscu teatru lalek w kulturze, współorganizowała sekcję Teatrów Lalek w SPATiF-ie, której została przewodniczącą. Była członkiem podkomisji kwalifikacyjnej dla pracowników artystycznych teatrów lalek, a od września 1954 roku zasiadała w Państwowej Komisji Egzaminacyjnej dla aktorów lalkarzy. 
Irena Sowicka była dyrektorem, reżyserem i kierownikiem artystycznym teatru „Guliwer” w latach 1945-52 oraz w sezonie 1955/6. Tadeusz Sowicki projektował scenografię i był kierownikiem plastycznym i literackim. Ścisła współpraca tej pary sprawiała, że ich role w tworzeniu teatru często się zazębiały.
Z początkiem 1950 roku nastąpiło upaństwowienie większości teatrów lalek, w tym „Guliwera”, a wśród pionierów powojennego lalkarstwa zaczęła się swoista czystka. W szczytowym okresie rozwoju teatru także i ta para – bezpartyjnych – twórców, którzy stworzyli własny styl, daleki od oczekiwanych również w teatrze dla dzieci kryteriów socrealizmu (Sowickiej nie pomogło nawet wyreżyserowanie „produkcyjniaka” o stonce), została w atmosferze nagonki zmuszona do odejścia – pod zarzutem formalizmu. Powrót Sowickich na jeden sezon (w okresie zbliżającej się odwilży) nie przywrócił teatrowi jego dawnej świetności i nie stworzył Sowickiej szansy na dalsze realizowanie swojej wcześniej wypracowanej wizji teatru. 

### Po „Guliwerze”
W przerwie w prowadzeniu „Guliwera”, Sowicka w latach 1953-55, organizowała Teatr Lalek Domu Wojska Polskiego oraz studio teatralne przy tym teatrze. Po definitywnym odejściu z „Guliwera” próbowała jeszcze organizować objazdowy teatr lalek w ramach Państwowej Organizacji Imprez Artystycznych „ARTOS” (1958-60). Szkoliła także aktorów, aż w końcu oddała się głównie twórczości malarskiej, malując pejzaże, formy abstrakcyjne i figuratywne. 
Działała również w ZPAP, była komisarzem wystawy retrospektywnej Jerzego Srokowskiego w „Zachęcie” (1976). Pisała wstępy do katalogów wystaw oraz prace teoretyczne, m.in. o roli plastyka w zabawkarstwie. 
W okresie intensywnej pracy w teatrze Sowicka urodziła dwójkę dzieci - syna Jacka (1948) i córkę Monikę (1952). Trzecie, Agata, przyszło na świat w 1958 roku.
W roku 1995 teatr „Guliwer” obchodził 50-lecie i Irena Sowicka, „legenda polskiego teatru lalek”, powróciła na chwilę na scenę, odbierając nagrodę ministra kultury i sztuki za swoją twórczość. 

## Sztuki lalkowe w reżyserii Ireny Sowickiej
- Szewc Dratewka Marii Kownackiej (1946)
- Gęgorek Niny Gernet i Tatiany Gurewicz (1947)
- Guliwer w krainie Liliputów według Jonathana Swifta w adaptacji Ireny i Tadeusza Sowickich (1947)
- Korsarze Ireny i Tadeusza Sowickich oraz Jerzego Srokowskiego (1948)
- 12 miesięcy Samuela Marszaka (1949)
- Trzy pomarańcze Sergiusza Michałkowa w adaptacji Tadeusza Sowickiego (1950)
- Pan Stonka Stanisława Mioduszewskiego i Ireny Brudnickiej (1951)
- Cebulek według Gianni Rodariego w adaptacji Ireny Sowickiej i Zofii Ernst (1955, Teatr Lalek Domu Wojska Polskiego)
- Jaś i Małgosia Zofii Lorentz (1956)
- Wielka przygoda Gianni Rodariego w adaptacji Ireny Sowickiej (1956)

## Nagrody indywidualne
- II nagroda za reżyserię na Festiwalu Sztuk Radzieckich (1950)
- Nagroda Ministra Kultury i Sztuki (1995)